# Мимесис

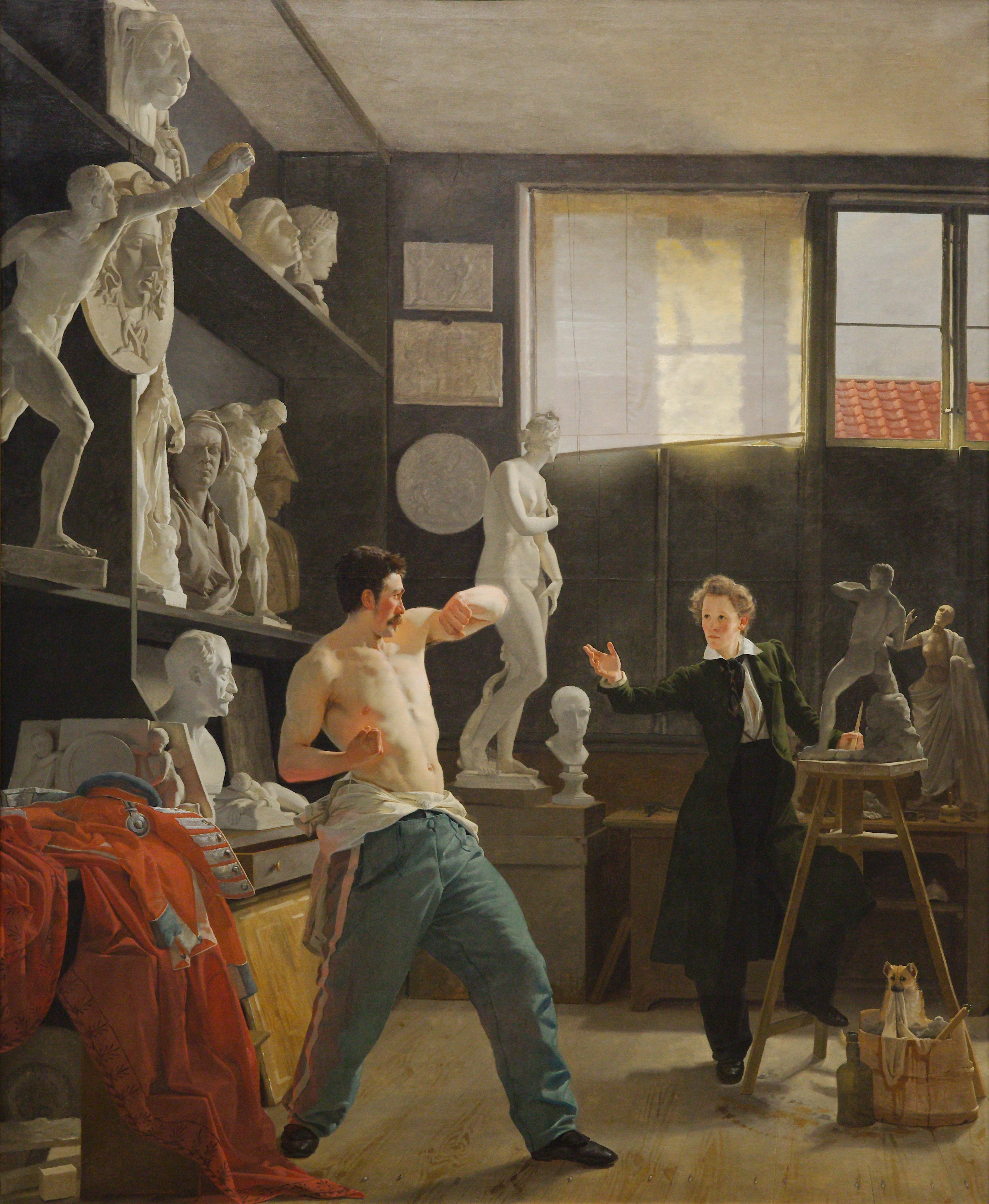
В. Бендз. Скульптор Кристен Кристенсен с натурщиком в своём ателье. 1827. Холст, масло. Государственный музей искусств, Копенгаген

Ми́месис, или мимезис, (др.-греч. μίμησις — подобие, воспроизведение, подражание) — один из основных принципов эстетики, в самом общем смысле — подражание искусства действительности.

## Античность
Владислав Татаркевич выделяет четыре основных значения для греческого слова «мимесис» в классический период:
1. первичное (обрядовое)
2. подражание способу действия природы (Демокрит)
3. простое копирование (Платон)
4. творческое воспроизведение (Аристотель)

Древнейшее из них, как показали уже кембриджские ритуалисты и в особенности Джейн Эллен Харрисон, было далеко от «подражания» и относилось к культовому действу жреца дионисийских мистерий, составлявшему синкретическое единство танца, музыки и пения. Первичное значение, таким образом, было скорее «выразительное представление».
В V веке до н. э. слово «мимесис» из языка культа пришло в философский язык. Для Демокрита это скорее технический, чем эстетический термин: люди в ткачестве подражают пауку, в строительстве — ласточке, в пении — лебедю и соловью. Такое понятие особого распространения не получило, а позже появлялось у Гиппократа и эпикурейцев, особенно у Лукреция. «Материалистическая» линия Демокрита-Лукреция возрождается в позитивистской социологии Гюстава Ле Бона и Габриэля Тарда («психология толпы»), а оттуда проникает в историософию Арнольда Тойнби и философию Рене Жирара.
У Платона встречается и старое обрядовое значение термина, но постепенно под влиянием Сократа он начинает применять его по отношению к скульптуре, живописи и поэзии; сначала ограниченно (например, «подражательной» называл лишь трагедию, а эпическую поэзию — описательной), но в конечном счете расширяет его рамки до всех трех искусств полностью. При этом мимесис становится у Платона актом пассивного копирования внешней стороны (видимости) вещей. Согласно Платону, подражание — это не тот путь, который ведет к истине.
Аристотель в своей «Поэтике» трансформировал платоновскую теорию, утверждая, что, подражая вещам, искусство может представить их более красивыми или отвратительными, чем они есть, что оно может (и даже должно) ограничиваться их общими, типичными, необходимыми свойствами. Он различал три вида подражания, которые пришли в эстетику европейского искусства. Он говорил, что поэт, как и художник, или «должен изображать вещи так, как они были или есть, или как о них говорят и думают, или какими они должны быть».
Теория подражания была продуктом классической эпохи в Греции. Эллинистическая и римская эпохи в принципе её сохранили, но вместе с тем выдвинули против неё возражения и контрпредложения. Например, Филострат Старший считал воображение действием более мудрым, чем подражание, ибо подражание определяет единственно то, что увидено, а воображение то, что не видели.

## Средние века
Ранние и крайние христианские мыслители, такие как Тертуллиан, считали, что Бог запрещает делать какие-либо рисунки этого мира; схожим образом думали иконоборцы. От таких крайностей схоласты были свободны, зато они считали, что духовные узоры выше, ценнее материальных. При таких предпосылках теория подражания отошла на второй план, а термин «подражание» (лат. imitatio) употреблялся редко. Однако он возрождается у гуманистов XII века. Иоанн Солсберийский в согласии с древними определяет изображение как подражание. Классический же тезис, что «искусство подражает природе» («ars imitatur naturam») прежде всего провозглашал без ограничений великий последователь Аристотеля Фома Аквинский.

## Ренессанс
В эпоху Возрождения подражание вновь стало основным понятием теории искусств, а теория подражания достигла своего апогея. С начала XV века теория подражания была воспринята пластическими искусствами (Леон Баттиста Альберти, Леонардо да Винчи, Джироламо Кардано). В отношении литературы понятие подражания используется с середины XVI века, после усвоения «Поэтики» Аристотеля.
Теория подражания сохраняла свои позиции в теории искусств по крайней мере на протяжении трех столетий. Все же в этот период она не была однородной теорией, и не только потому, что в теории пластических искусств у неё был один оттенок, а в поэтике — другой (более школьный). С самого начала одни её понимали по Аристотелю, а другие — по Платону. В интерпретации Альберти искусство более подражало законам природы, чем её внешнему виду. В интерпретации Скалигера — её нормам. Торквато Тассо, серьёзно интересовавшийся подражанием в поэзии, знал, что в искусстве оно является сложной процедурой, поскольку слова (parole) повторяют понятия (concetti), и лишь потом они повторяют вещи (cose).
Нововведением Ренессанса, важным в последствиях, был тезис: подражать следует не только природе, но также и прежде всего тем художникам, которые лучше других умели ей подражать, то есть древним. Девиз подражания античности появился уже в XV веке, а в конце XVII он почти вытеснил девиз подражания природе. Это было наибольшее изменение в истории понятия подражания. Теорию искусства из классической оно превратило в академическую. Принцип подражания появлялся и в двойной, компромиссной формуле: следует подражать природе, но так, как ей подражала античность, то есть лепить по образцу Аполлона Бельведерского, писать как Цицерон. В XV и XVI веках стремились к имитации античности прежде всего в поэзии, а в XVII и XVIII — в пластических искусствах.

## Баттё
Венцом теории подражания стала книга Шарля Баттё «Изящные искусства, сведенные к единому принципу» (Les beaux arts reduits à un seul principe, 1746), обобщившая принципы теории и раздвинувшая её рамки также на архитектуру и музыку. Баттё считал подражание, с одной стороны, достоверным копированием природы, а с другой — выбором в натуре, подражанием исключительно прекрасной природе.

## Реализм
Но уже Дидро подвергает теорию подражания существенной коррекции: он считает, что хорошее искусство воссоздает действительность не прекрасную, но настоящую. Это уже начаток теории реализма, процветавшей в XIX веке. Она замещает требование подражания природе метафорой отражения и лозунгом познания. Это заметно и в творческой практике Стендаля и Бальзака, и в манифестах Шанфлёри, и в трактате Чернышевского. Несмотря на различия, реализм был новой версией старой теории: идеей мимесиса повседневной реальности в её социально-экономических аспектах.
Лессинг в «Лаокооне» ставит проблему дистанции между искусством и действительностью и заключает, что в наибольшей степени она может сокращаться в литературе, нежели в пластических искусствах с их наглядностью, делающей неприятными для зрителя слишком подробные, натуралистические изображения темных сторон жизни (уродства, ужаса, страданий и т.д.).Барнашова Е.В. Вариации мимесиса в литературе и искусстве XIX в. // Вестн. Том. гос. ун-та. Культурология и искусствоведение. 2013. №1 (9). С. 26.

### Мимесис у Чернышевского
Николай Гаврилович Чернышевский защитил в 1855 году экзамен на магистерскую степень, представив в качестве диссертации работу «Эстетическое отношение искусства к действительности».
Чернышевский исходил из классической теории мимесиса как подражания реальной деятельности, «воспроизведение жизни». Однако он отвергал сосредоточение внимания искусства на «возвышенном» и «прекрасном», заменяя это иным критерием — интересностью для большинства людей. «Общеинтересное в жизни — вот содержание искусства».

## Цитаты
- «Я чувствую, что литература должна отражать жизнь, и что её модус — это классический акт мимесиса, подражания действию» (Роджер Желязны).